# Geranium exallum
Geranium exallum är en näveväxtart som beskrevs av Harold Emery Moore. Geranium exallum ingår i släktet nävor, och familjen näveväxter. IUCN kategoriserar arten globalt som starkt hotad. Inga underarter finns listade i Catalogue of Life.